# Sabina Ddumba
Sabina Ddumba, tidigare Namatovu, född 23 februari 1994 i Nacka, är en svensk sångerska, mest känd för sin hit "Not too young".

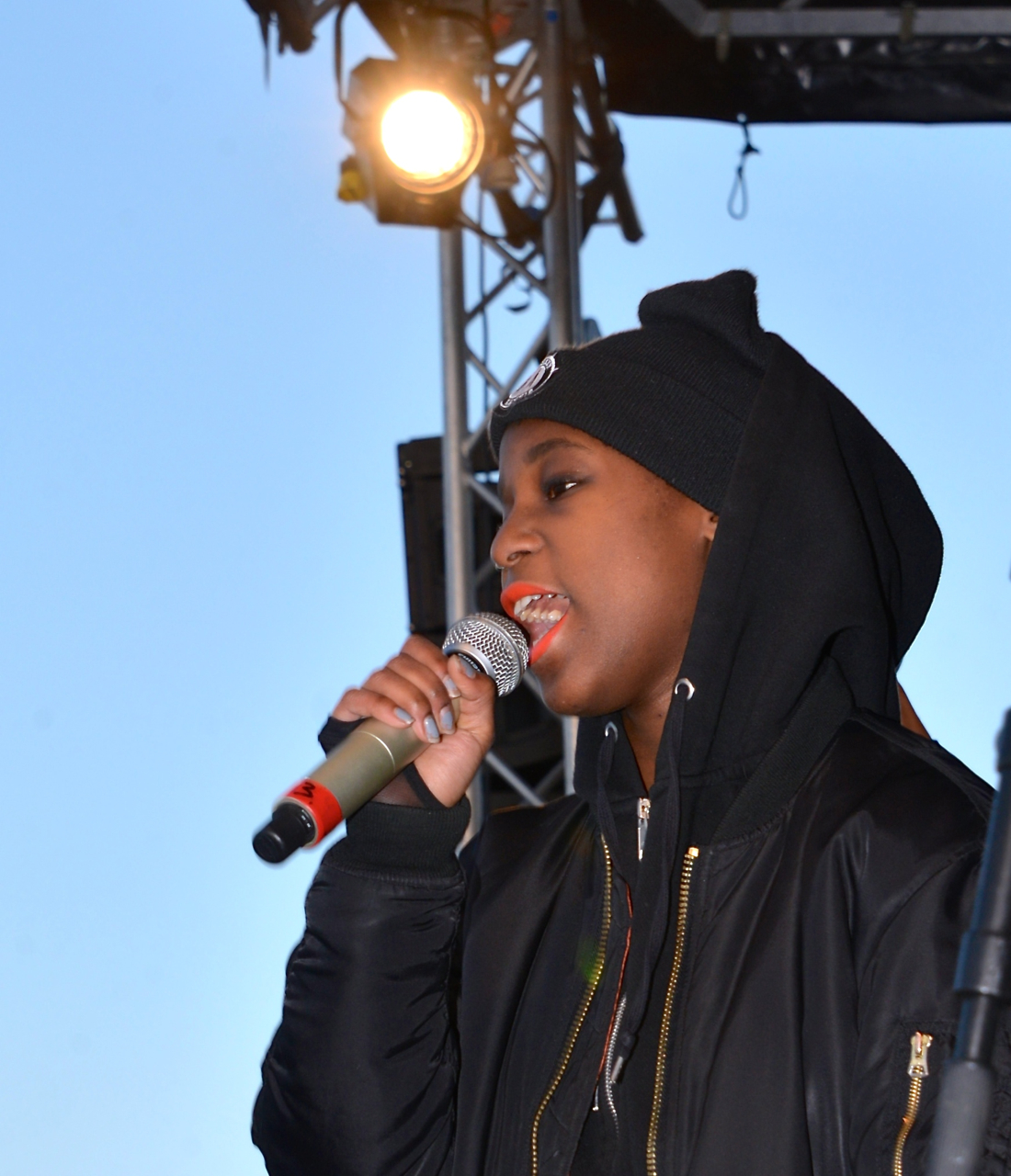
Sabina Ddumba under antirasistdemonstrationen i Kärrtorp 2013.

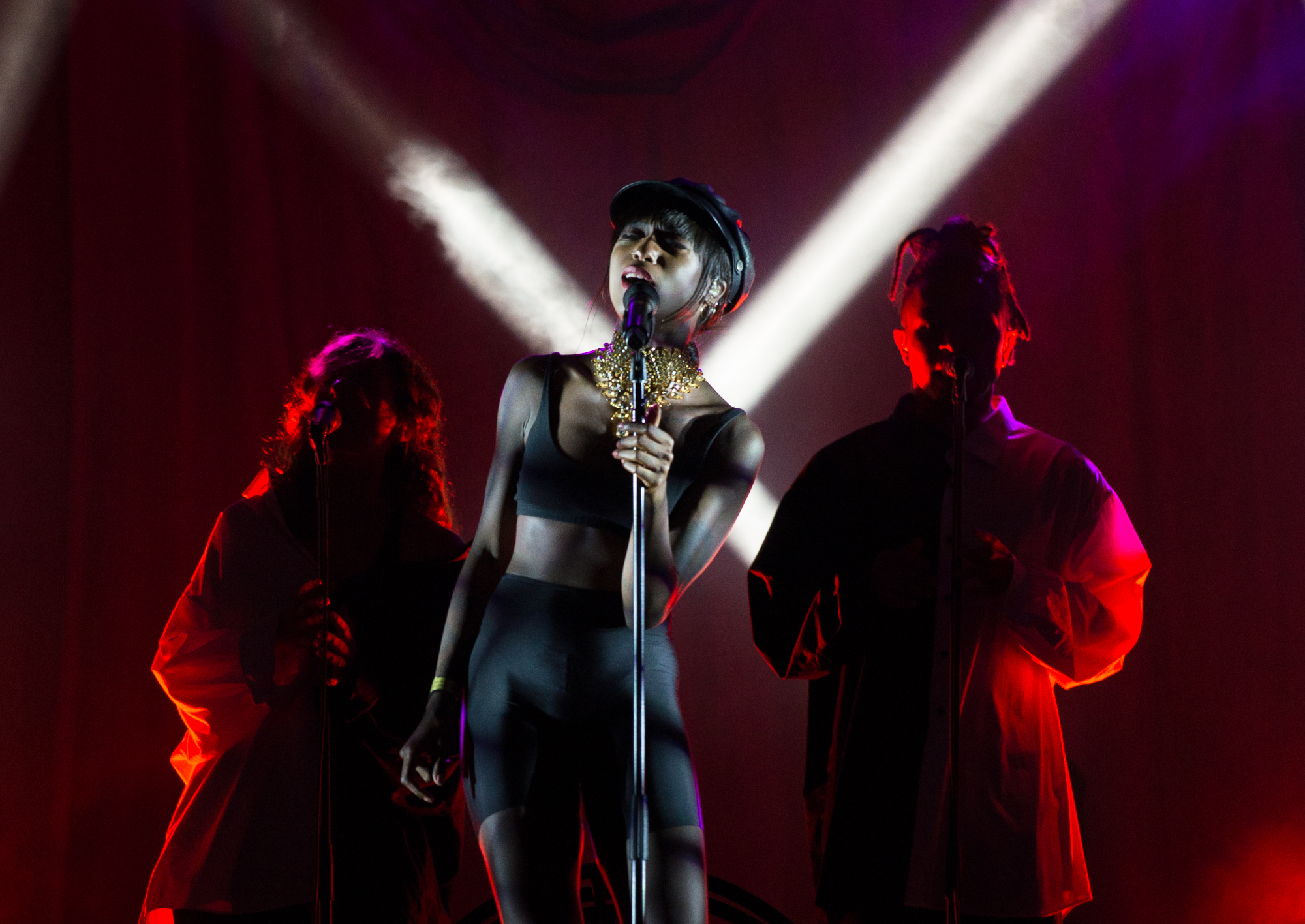
Sabina Ddumba under Stockholms Kulturfestival 2018.

## Biografi

### Uppväxt
Sabina Ddumba är uppväxt i Fisksätra i Nacka kommun med föräldrar som kommit från Uganda. Hon gick i Södermalmkyrkans kristna skola. I grundskolan började hon sjunga i kör och fortsatte med det upp i vuxen ålder, bland annat i Tensta Gospel Choir som hon började sjunga i vid 14 års ålder.

### Musikkarriär
Ddumba har sjungit med Katy Perry i låten "Walking On Air", och har även samarbetat med svenska artister som Mohammed Ali, Looptroop Rockers, Adam Kanyama, Danny Saucedo och Lorentz & Sakarias samt körat för Jenny Wilson. Hon har kontrakt med skivbolaget Warner Brothers i USA.
2014 släppte Ddumba sin debutsingel "Scarred for Life", och 2015 följdes den upp av andra singeln "Effortless" samt tredje singeln "Not Too Young".  Hösten 2017 kom Ddumbas debutalbum Homeward Bound.
2021 släppte Ddumba singeln "Fan va har vi gjort" tillsammans Danny Saucedo. De framträder tillsammans i musikvideon som publicerats på Saucedos youtubekanal. 
Hennes singel "Effortless" spelas i ett avsnitt av Greys Anatomy.

### TV-framträdanden
Ddumba har även medverkat i TV-programmen X Factor Sverige (2012) och Moraeus med mera (2014) samt uppträtt på Grammisgalan 2015. Hon medverkade hösten 2017 i TV-programmet Så mycket bättre, där hon uppmärksammades för sina tolkningar av andras låtar. Hennes version av Uno Svenningssons "Vågorna" blev under veckorna efter TV-sändningarna den av programmets låttolkningar som spelats mest på strömningstjänsten Spotify.

### Filmografi
- 2012 – X Factor Sverige (TV-serie)
- 2014 – Moraeus med mera (TV-serie)
- 2015 – Grammisgalan (TV-serie)
- 2017 – Så mycket bättre (TV-serie)

## Utmärkelser
På Ellegalan 2016 utsågs Ddumba till Årets bäst klädda kvinna.
Den 16 januari 2016 vann hon priset för årets nykomling på P3 Guld-galan. Följande månad blev hon även utsedd till årets nykomling på Grammisgalan.

## Diskografi

### Album
- 2016 – Homeward Bound
- 2021 – The Forgotten Ones

### Singlar
| År   | Titel                 | SVE |
| ---- | --------------------- | --- |
| 2014 | "Scarred for Life"    | –   |
| 2015 | "Effortless"          | 57  |
| 2015 | "Not Too Young"       | 7   |
| 2016 | "Time"                | 91  |
| 2017 | "Did It for the Fame" | 44  |
| 2018 | "Small World"         | 69  |